# Крайцери скаути тип „Адвенчър“
Адвенчър (на английски: Adventure) са серия крайцери скаути на Британския Кралски флот, подклас крайцери на бронепалубните крайцери, построени през 1900-те г. на 20 век. Проектът представлява развитие на крайцерите 3-ти ранг от типа „Топаз“. Всичко от проекта са построени 2 единици: „Адвенчър“ (на английски: HMS Adventure) и „Атентив“ (на английски: HMS Attentive).

## Конструкция

### Корпус
„Армстронг“ решават да направят „Адвенчър“ и „Атентив“ четирикоминни, с висок и къс полубак и изящен клиперски форщевен. Корпусът е разделен на 15 водонепроницаеми отсека. Подобен силует ще стане традиционен за болшинството от британските крайцери построени преди началото на Първата световна война.

### Въоръжение
Носят въоръжение от десет тридюймови оръдия и осем 47-мм оръдия. В периода 1911 – 1912 г. са превъоръжени с 9 102 мм оръдия Mk IV с 31-фунтови (14,06 кг) снаряди с начална скорост от 722 м/с. След превъоръжаването водоизместимостта нараства примерно с 15 тона.

### Силова установка
Две трицилиндрови парни машини с тройно разширение с къс ход на буталото и симетрична конструкция – два цилиндъра високо налягане, два средно и два ниско, ∅ на цилиндрите високо налягане съставлява 22 дюйма, за средно – 34 дюйма, и ниско – 53, ходът на буталото е 25,5 дюймов. Такива машини, наречени система Маршал-Алън, за военните кораби са рядкост. Чрез просто превключване на парата може да използват за икономичния ход всяка една от половинките. Парата се изработва от двенадесет котела „Яроу“. Запасът въглища е 454 тона. Далечина на плаване на 10 възела ход 2370 морски мили. „Адвенчър“ показва на мерната миля скорост от 25,45 възела при 251,9 оборота в минута, а средно, по време на всички изпитания 25,422 възела при 251,6 оборота в минута.

## История на службата
- HMS Adventure – заложен на 7 януари 1904 г., спуснат на вода на 8 септември 1904 г., в строй от октомври 1905 г., предаден за скрап на 3 март 1920 г.
- HMS Attentive – заложен на 8 януари 1904 г., спуснат на вода на 24 ноември 1904 г., в строй от октомври 1905 г., предаден за скрап на 12 април 1920 г.[2].